# Antonio Vaško
Antonio Vaško (ur. 8 sierpnia 2002) – chorwacki siatkarz, grający na pozycji środkowego.

## Sukcesy klubowe
Mistrzostwo Chorwacji:
- 2021, 2022[3], 2023[4], 2024[5]

MEVZA - Liga Środkowoeuropejska:
- 2022[6]

Puchar Chorwacji:
- 2022[7], 2024[8]